# (1462) Zamenhof
(1462) Zamenhof – planetoida z grupy pasa głównego asteroid okrążająca Słońce w ciągu 5 lat i 217 dni w średniej odległości 3,15 au. Została odkryta 6 lutego 1938 roku w Obserwatorium Iso-Heikkilä przez Yrjö Väisälä. Nazwa planetoidy pochodzi od Ludwika Zamenhofa, twórcy języka esperanto. Przed nadaniem nazwy planetoida nosiła oznaczenie tymczasowe (1462) 1938 CA.